# Francesco Carrara (kardinal)
Francesco Carrara (1664. – 1733.) bio je talijanski biskup i kardinal.
Dodijeljen mu je 11. travnja 1785. kardinalski naslov hrvatske crkve svetog Jeronima u Rimu. Naslov je zadržao do 22. travnja 1791. kada je optirao za kardinalski naslov crkve S. Silvestro in Capite.

### Članci
- Bogdan, Jure. 2005. Hrvatska crkva svetog Jeronima u Rimu i njezini kardinali naslovnici. Crkva u svijetu. Sveučilište u Splitu - Katolički bogoslovni fakultet. Split. 40 (2): 187–205